# Metopius butor
Metopius butor là một loài tò vò trong họ Ichneumonidae.